# プレストウコウ
プレストウコウは日本の競走馬、種牡馬。1977年の菊花賞を制し、中央競馬で史上初めての芦毛馬によるクラシック制覇を成し遂げた馬である。
他の勝ち鞍は、毎日王冠・NHK杯。半兄にノボルトウコウ（13勝、うちスプリンターズステークスなど重賞5勝）がいる。

## 生涯

### 誕生
ノボルトウコウなど3頭の優駿を送り出し名繁殖牝馬の称号を手にしたサンピユローであったが、原因不明の生理不順による不受胎続き（6年間で成功3例だけ）で関係者は頭を抱えることとなった。所有者の渡辺喜八郎は、不受胎が続いている繁殖牝馬の環境を変えると妊娠しやすくなると聞き、サンピユローを北海道の小さな牧場に移した。牧場を経営する森宇めが「ちょうど近くにいた」という理由でグスタフと交配させてみると「受胎するまで何度でも」という森の意気込みとは裏腹に1回の種付けで受胎した。その結果、翌1974年4月14日に誕生したのがプレストウコウである。

### 競走馬時代

#### 3～4歳春
兄と同じ加藤朝治郎厩舎所属となったプレストウコウは、1976年9月に中山でデビュー。デビュー戦は6着だったが、3戦目となる10月の未勝利戦で初勝利をあげ、同年12月の楓賞（300万下）、ひいらぎ賞（600万下）と連勝し、「半兄のノボルトウコウより走る」という評判を得た。
4歳になるとプレストウコウは京成杯、東京4歳ステークス、弥生賞を続けて3着した後、クラシック初戦の皐月賞でハードバージの13着に敗れた。この頃、プレストウコウはコズミ（筋肉の硬化）に見舞われ、体調は思わしくなかった。続くNHK杯を勝ち重賞初勝利を挙げたが、騎乗していた岡部幸雄はレース後、「まったく自信がなかった。コズミもひどかったし…」とコメントした。
その後、プレストウコウは日本ダービーではラッキールーラの7着、当時「残念ダービー」と言われていた日本短波賞ではマルゼンスキーに7馬身差の2着に敗れたのち休養に入った。

#### 4歳秋
秋になり郷原洋行を鞍上に迎えたプレストウコウは本格化した。京王杯オータムハンデキャップで古馬を相手にカシュウチカラの2着に入ると、セントライト記念と京都新聞杯を連勝（京都新聞杯はレコードタイムでの優勝）した。重賞2連勝で勢いに乗るプレストウコウは、単枠指定を受け菊花賞に出走した。
ところが、両親が短距離血統、レコード勝ちの反動、芦毛馬がクラシック未勝利といった要素が悪影響を及ぼし、オッズは同じく単枠指定を受けたラッキールーラはおろかマーブルペンタスより下の単勝3番人気に過ぎなかったが、レースではラッキールーラが直線で伸びを欠くのを尻目に、最後の直線でテンメイを4分の3馬身差で抑え、前走に続きレコードタイムで優勝した。プレストウコウが負かした相手が、名牝の誉れ高いトウメイ（年度代表馬になった関西馬）の息子であるテンメイであったため、関西のスポーツ新聞から、ヒールとして名を馳せたプロレスラー、フレッド・ブラッシーのニックネームと同じ「銀髪鬼」というニックネームを付けられることとなった。
続く有馬記念は、マルゼンスキーが脚部不安で引退したため、4歳世代の代表として出走したが、TTGにまったく歯が立たず勝ったテンポイントから1秒2も離された4着に敗れた。このレースのテンポイントとのタイム差は日本短波賞の時のマルゼンスキーとのタイム差とほぼ同じであった。
プレストウコウは菊花賞の勝利が評価され、優駿賞最優秀4歳牡馬に選出された。

#### 5～8歳
5歳になったプレストウコウはアメリカジョッキークラブカップ4着、前哨戦のオープン戦1着を経て天皇賞（春）に出走した。グリーングラスとの一騎討ちが予想されていたが、グリーングラスが優勝した一方で、プレストウコウは2周目の向正面で鞍ズレが発生して競走中止となり、両馬の明暗が分かれる結果となった。鞍ズレになった原因は郷原が通常使用している鞍を忘れ、別の鞍を使用していたためだった。
秋は前哨戦の毎日王冠を勝利し、天皇賞（秋）に出走した。レースでは絶好のスタートを切って、スムーズに逃げる態勢に入っていたが、5枠5番のパワーシンボリのゲートが開かず発馬できないというアクシデントが発生してカンパイになり、スタートがやり直しになった（ゲートが開かなかった原因はパワーシンボリがゲートに噛みついたため）。仕切り直しの再スタートではプレストウコウはまたも逃げる態勢に入ったが、今度は折り合いを欠いた。それでも優勝したテンメイと半馬身差の2着に粘ってみせた。
続く有馬記念は、1番人気に推されたもののカネミノブの12着と大敗。レース後、球節炎を発症し長期休養に入った。
しかし、球節炎は最後まで完治することはなかった。有馬記念出走から9か月後の毎日王冠で4着になったのを最後に引退、種牡馬入りすることになり、
8歳となった1981年1月18日正午、中山競馬場で引退式が行われた。菊花賞時のゼッケン15番をつけますます白くなった馬体に郷原騎手騎乗のもとファンに別れを告げた。。

### 年度別成績
- 1976年（3歳) 5戦3勝
- 1977年（4歳) 12戦4勝（菊花賞、NHK杯、セントライト記念、京都新聞杯）
- 1978年（5歳) 6戦2勝（毎日王冠、天皇賞・秋2着）
- 1979年（6歳) 1戦0勝

### 種牡馬時代
種牡馬入りしたものの種付け頭数に恵まれず、東京ダービーを制したウインドミルが目立つ程度だった。
1990年11月、韓国馬事会から種牡馬の譲渡を依頼された日本中央競馬会はリストアップと関係者への打診を行った。その中にプレストウコウが含まれており、馬主の渡辺喜八郎は依頼を受託。これを受けてシンジケートも解散を決定し、同年12月にラッキールーラ、カツトップエース、ヤマノスキーとともに韓国へ輸出された。プレストウコウははじめ高陽市の元堂牧場、次いで済州島牧場で繋養された。当地で22頭の産駒を送り出したのち、1994年12月30日に老齢と失明のため種牡馬能力を失ったと判断され、安楽死処分がとられた。
韓国には動物に墓を建てて弔うという風習がないため、プレストウコウの墓標は存在しない。（やまざき拓味「優駿たちの蹄跡」プレストウコウの回より）

#### 代表産駒
- ウインドミル（東京ダービー）
- マーチトウショウ（岐阜王冠賞。笠松在籍時のオグリキャップに土を付けた唯一の馬として知られている）
- ヤマトビューテイ（中央競馬5勝。フローラステークス勝ち馬ヤマトマリオンの祖母）

## 気性
繋養されていた牧場の関係者は、性格が温和な馬であったと証言している。日本の日本軽種馬協会静内種馬場の関係者によると、牧場を訪問した競馬ファンを騎乗させることができるほど温和な性格であった。韓国の元堂牧場の従業員であった姜錫泰によると、注射をしても暴れることがなかった。

## 血統表
| プレストウコウの血統グレイソヴリン系（ナスルーラ系） / Nearco4×5=9.38% | プレストウコウの血統グレイソヴリン系（ナスルーラ系） / Nearco4×5=9.38% | プレストウコウの血統グレイソヴリン系（ナスルーラ系） / Nearco4×5=9.38% | （血統表の出典） | （血統表の出典） |
| 父 *グスタフ Gustav 1959 芦毛                                          | 父の父Grey Sovereign 1948 芦毛                                         | Nasrullah                                                              | Nearco           | Nearco           |
| 父 *グスタフ Gustav 1959 芦毛                                          | 父の父Grey Sovereign 1948 芦毛                                         | Nasrullah                                                              | Mumtaz Begum     |                  |
| 父 *グスタフ Gustav 1959 芦毛                                          | 父の父Grey Sovereign 1948 芦毛                                         | Kong                                                                   | Baytown          | Baytown          |
| 父 *グスタフ Gustav 1959 芦毛                                          | 父の父Grey Sovereign 1948 芦毛                                         | Kong                                                                   | Clang            |                  |
| 父 *グスタフ Gustav 1959 芦毛                                          | 父の母Gamesmistress 1945 栗毛                                          | Big Game                                                               | Bahram           | Bahram           |
| 父 *グスタフ Gustav 1959 芦毛                                          | 父の母Gamesmistress 1945 栗毛                                          | Big Game                                                               | Myrobella        |                  |
| 父 *グスタフ Gustav 1959 芦毛                                          | 父の母Gamesmistress 1945 栗毛                                          | Taslon                                                                 | Hurry On         | Hurry On         |
| 父 *グスタフ Gustav 1959 芦毛                                          | 父の母Gamesmistress 1945 栗毛                                          | Taslon                                                                 | Taslett          |                  |
| 母 サンピユロー 1964 黒鹿毛                                            | 母の父*シーフュリュー Si Furieux 1957 青毛                             | Sicambre                                                               | Prince Bio       | Prince Bio       |
| 母 サンピユロー 1964 黒鹿毛                                            | 母の父*シーフュリュー Si Furieux 1957 青毛                             | Sicambre                                                               | Sif              |                  |
| 母 サンピユロー 1964 黒鹿毛                                            | 母の父*シーフュリュー Si Furieux 1957 青毛                             | Hell's Fury                                                            | Dante            | Dante            |
| 母 サンピユロー 1964 黒鹿毛                                            | 母の父*シーフュリュー Si Furieux 1957 青毛                             | Hell's Fury                                                            | Sister Sarah     |                  |
| 母 サンピユロー 1964 黒鹿毛                                            | 母の母健朝 1958 鹿毛                                                   | *ヴイーノーピユロー Vino Puro                                          | Polemarch        | Polemarch        |
| 母 サンピユロー 1964 黒鹿毛                                            | 母の母健朝 1958 鹿毛                                                   | *ヴイーノーピユロー Vino Puro                                          | Vainilla         |                  |
| 母 サンピユロー 1964 黒鹿毛                                            | 母の母健朝 1958 鹿毛                                                   | アサハギ                                                               | ミナミホマレ     | ミナミホマレ     |
| 母 サンピユロー 1964 黒鹿毛                                            | 母の母健朝 1958 鹿毛                                                   | アサハギ                                                               | 家萩 F-No.22     |                  |